# Coptomia
Genre
Taxons de rang inférieur
- Adonides
- Trichomia

Coptomia est un genre d'insectes coléoptères de la famille des Scarabaeidae, de la sous-famille des Cetoniinae, de la tribu des Stenotarsiini et de la sous-tribu des Coptomiina.

## Espèces
- Coptomia apicalis
- Coptomia bertrandi
- Coptomia biguttata
- Coptomia bontempsi
- Coptomia castanoptera
- Coptomia celata
- Coptomia cinctiventris
- Coptomia colasi
- Coptomia compacta
- Coptomia consobrina
- Coptomia corrugata
- Coptomia costata
- Coptomia crassa
- Coptomia cruciata
- Coptomia crucigera
- Coptomia decepta
- Coptomia discipennis
- Coptomia emmae
- Coptomia granulata
- Coptomia humberti
- Coptomia ibityi
- Coptomia jarrigei
- Coptomia laevis
- Coptomia lambertoni
- Coptomia lucida
- Coptomia mandrakae
- Coptomia masoalae
- Coptomia mauritiana
- Coptomia milloti
- Coptomia mimetica
- Coptomia mutabilis
- Coptomia nigriceps
- Coptomia olivacea
- Coptomia oliveri
- Coptomia opalina
- Coptomia pauliani
- Coptomia prasina
- Coptomia propinqua
- Coptomia quadrimaculata
- Coptomia razananae
- Coptomia rufovaria
- Coptomia sexmaculata
- Coptomia similis
- Coptomia smaragdula
- Coptomia striatopunctata
- Coptomia sulcata
- Coptomia tsaratananae
- Coptomia uniformis
- Coptomia vieui
- Coptomia violacea
- Coptomia viossati

## Noms en synonymie
- Coptomia elegans (Waterhouse, 1879), un synonyme de Pyrrhopoda elegans (Waterhouse, 1879)